# Vallée du São Francisco de Bahia
 (février 2025).
Si vous disposez d'ouvrages ou d'articles de référence ou si vous connaissez des sites web de qualité traitant du thème abordé ici, merci de compléter l'article en donnant les références utiles à sa vérifiabilité et en les liant à la section « Notes et références ».
La vallée du São Francisco de Bahia est l'une des 7 mésorégions de l'État de Bahia. Elle regroupe 27 municipalités groupées en 4 microrégions. Son tracé suit le cours du rio São Francisco dans l'État de Bahia.

## Données
La région compte 945 686 habitants pour 115 860 km2.

## Microrégions[1]
La mésorégion de la vallée du São Francisco de Bahia est subdivisée en 4 microrégions :
- Barra
- Bom Jesus da Lapa
- Juazeiro
- Paulo Afonso